# マウリシオ・ピニージャ
マウリシオ・リカルド・ピニージャ・フェレイラ（Mauricio Ricardo Pinilla Ferrera、1984年2月4日 - ）は、チリ・サンティアゴ出身の元同国代表サッカー選手。現役時代のポジションはFW。

## 経歴

### クラブ
2002年にチリのウニベルシダ・デ・チレでキャリアをスタートさせた。イバン・サモラーノの後継者として期待され、2003年にインテルナツィオナーレ・ミラノに加入したが、1年目の前半をレンタル先のACキエーヴォ・ヴェローナで過ごした後、セルタ・デ・ビーゴへ移籍。
その後5年間で6つのクラブを渡り歩き、2009年8月、アポロン・リマソールからイタリアのUSグロッセートFCに移籍した。ここで24試合に出場しキャリア最多の24ゴールを挙げる活躍をした。この活躍から翌年の6月にUSチッタ・ディ・パレルモへ4年契約で移籍した。2012年1月、カリアリ・カルチョへ期限付き移籍し、チーム最多の8ゴールを挙げる活躍をした。シーズン終了後に完全移籍。
2014年8月7日、ジェノアCFCに移籍した。
2015年1月、アタランタBCに買い取りオプション付きでの期限付き移籍が決定した。シーズン終了後に同オプションが行使された。
2017年1月5日、ローンでジェノアへ復帰。翌シーズンより完全移籍となったが、7月20日に契約を解除しウニベルシダへ10年振りに復帰した。

### 代表
チリ代表として2003年にデビューを果たし、2006 FIFAワールドカップ・南米予選では3ゴールを決めた。パレルモでの活躍によりコパ・アメリカ2011に招集されていたが負傷のため辞退した。

## 代表歴

### 出場大会
- チリ代表
  - 2014 FIFAワールドカップ

### 試合数
- 国際Aマッチ 45試合 8得点（2003年-2016年）[6]

| チリ代表 | 国際Aマッチ | 国際Aマッチ |
| 年       | 出場        | 得点        |
| -------- | ----------- | ----------- |
| 2003     | 7           | 2           |
| 2004     | 6           | 1           |
| 2005     | 5           | 2           |
| 2006     | 3           | 0           |
| 2007     | 0           | 0           |
| 2008     | 0           | 0           |
| 2009     | 0           | 0           |
| 2010     | 0           | 0           |
| 2011     | 1           | 0           |
| 2012     | 1           | 0           |
| 2013     | 1           | 0           |
| 2014     | 9           | 1           |
| 2015     | 4           | 0           |
| 2016     | 8           | 2           |
| 通算     | 45          | 8           |

## タイトル
チリ代表
- コパ・アメリカ : 2015, 2016